# 23153 Andrewnowell
23153 Andrewnowell è un asteroide della fascia principale. Scoperto nel 2000, presenta un'orbita caratterizzata da un semiasse maggiore pari a 2,2679017 UA e da un'eccentricità di 0,1615529, inclinata di 5,64048° rispetto all'eclittica.